# میکی هوگریدک
میکی هوگریدک (انگلیسی: Micky Hoogendijk؛ زادهٔ ۸ ژوئیهٔ ۱۹۷۰) مجری تلویزیون، بازیگر تلویزیون، بازیگر سینما، مجری، عکاس، و مدل (شخص) اهل پادشاهی هلند است.